# دهستان پیشکوه موگوئی
دهستان پیشکوه موگوئی نام دهستانی در بخش موگوئی شهرستان فریدون‌شهر استان اصفهان ایران است.

## جمعیت
براساس سرشماری مرکز آمار ایران در سال ۱۳۸۵، جمعیت آن ۲۳۶۷ نفر (۴۸۰ خانوار) بوده‌است، که مردم آن از ایل بختیاری و طایفه موگوئی تشکیل شده، که این دهستان نام خود را از آن اقتباس کرده‌است.